# Hania Moro
Pour les articles homonymes, voir Moro.
Hania Mohamed Hany Abdelhamid Moro, née le 1er octobre 1996 au Caire, est une nageuse égyptienne, quadruple médaillée d'or lors des Jeux africains de 2019.

## Carrière
En 2017, elle est sélectionnée pour les championnats du monde à Budapest où elle termine 26e du 400 m nage libre.
Elle remporte lors des Championnats d'Afrique de natation 2018 quatre médailles d'or (sur le 200 m, 400 m, 800 m, 1 500 m nage libre) et deux médailles d'argent (sur le 4 × 100 m nage libre et le 4 × 100 m quatre nages).
Lors des Jeux africains de 2019, elle remporte l'or sur le 200 m, 400 m, le 800 m et le 1 500 m nage libre.
Elle fait ses études à l'Université de Baltimore.

## Palmarès

### Championnats d'Afrique
- Championnats d'Afrique de natation 2012 à Nairobi
  -  Médaille d'argent du relais 4 x 100 mètres nage libre
  -  Médaille d'argent du relais 4 x 200 mètres nage libre
  -  Médaille d'argent du relais 4 x 100 mètres quatre nages
  -  Médaille de bronze du 200 mètres dos

- Championnats d'Afrique de natation 2018 à Alger
  -  Médaille d'or du 200 mètres nage libre
  -  Médaille d'or du 400 mètres nage libre
  -  Médaille d'or du 800 mètres nage libre
  -  Médaille d'or du 1 500 mètres nage libre
  -  Médaille d'argent du relais 4 x 100 mètres nage libre
  -  Médaille d'argent du relais 4 x 200 mètres nage libre

### Jeux africains
- Jeux africains de 2019 à Casablanca
  -  Médaille d'or du 200 mètres nage libre
  -  Médaille d'or du 400 mètres nage libre
  -  Médaille d'or du 800 mètres nage libre
  -  Médaille d'or du 1 500 mètres nage libre
  -  Médaille d'argent du relais 4 x 100 mètres nage libre
  -  Médaille d'argent du relais 4 x 200 mètres nage libre
  -  Médaille d'argent du relais 4 x 100 mètres quatre nages

### Jeux panarabes
- Jeux panarabes de 2011 à Doha
  -  Médaille d'or du 200 mètres dos
  -  Médaille d'or du relais 4 x 100 mètres quatre nages
  -  Médaille d'or du relais 4 x 200 mètres nage libre
  -  Médaille d'argent du 100 mètres dos

### Jeux de la solidarité islamique
- Jeux de la solidarité islamique de 2013 à Palembang
  -  Médaille d'or du relais 4 x 100 mètres quatre nages
  -  Médaille d'argent du relais 4 x 100 mètres nage libre
  -  Médaille d'argent du relais 4 x 200 mètres nage libre
  -  Médaille d'argent du 200 mètres nage libre
  -  Médaille d'or du 100 mètres nage libre